# بنداروز
بنداروز، روستایی است از توابع بخش مرکزی در شهرستان دشتستان استان بوشهر ایران
میباشد. بیشتر مردم این روستا به کشاورزی مشغول اند و به دلیل موقعیت جغرافیایی مناسب این روستا، باعث پذیرش مهاجران بسیاری از دیگر مناطق شهرستان و استان شده.

## موقعیت جغرافیایی روستا
روستای بنداروز در بخش مرکزی شهرستان دشتستان در دهستان حومه و ۴ کیلومتری جنوب شهر برازجان (مرکز شهرستان) در مسیر جاده برازجان به اهرم قرار دارد. همچنین این روستا از لحاظ مختصات جغرافیایی در عرض ۲۹٫۲۲٫۲۷شمالی و ۵۱٫۲۱۰۸ طول شرقی قرار دارد. 

## جمعیت
بر اساس سرشماری سال ۱۴۰۱ جمعیت آن ۳۹۳۳نفر و ۶۷۹ خانوار می‌باشد. ارتفاع این روستا از سطح دریا ۵۰ متر می‌باشد عمده مردمان ساکن این روستا به کار کشاورزی و باغداری مشغولند. دانشکده کشاورزی دشتستان در جوار این روستا قرار دارد.
این روستای شهیدپرور دارای ۱۱ شهید می‌باشد همچنین این روستا دارای کشاورزانی نمونه در عرصهٔ شوت کاری و تنباکو دارد.